# Sportfreunde Köln 1893
Sportfreunde Köln 1893 was een Duitse voetbalclub uit Keulen.

## Geschiedenis
De club werd in 1893 opgericht als Kölner Sport Club Frohsinn-Einigkeit von 1893. In 1913 fuseerde de club met FC Preußen 1904 Cöln en nam de naam SpVgg Cöln 1893 aan. Tijdens de Eerste Wereldoorlog werd de Zuidrijncompetitie regionaal opgesplitst en zo promoveerde de club naar de hoogste klasse, maar speelde er slechts één seizoen. In 1919 fuseerde de club met Allgemeinen Kölner TV tot Kölner TuSV 1893. De club trad in de hoogste klasse aan, maar degradeerde meteen. In 1924 moest van de overheid de turnclubs en voetbalclubs van elkaar gescheiden worden en werd de voetbalafdeling zelfstandig onder de naam Sportfreunde Köln 1893.
In 2014 werd de club opgeheven.